# Romuald I de Benevento
Romuald I (de asemenea, Romoald) a fost duce longobard de Benevento de la 662 la 677.
Romuald a fost fiul lui Grimoald I, rege al longobarzilor. Atunci când tatăl său a uzurpat tronul regal din Pavia, Romuald a primit de la acesta stăpânirea asupra Benevento, în 662. De asemenea, Grimoald I a trimis pe soția (Rodelinda) și fiul (Cunincpert) regelui depus, Perctarit la curtea lui Romuald de la Benevento.
Romuald și-a logodit sora, Gisa, cu împăratul împăratul bizantin Constans al II-lea, într-un moment în care bizantinii asediau Benevento, iar puternica rezistență opusă de Romuald era pe sfârțite. În acel moment, trupele lui Grimoald I s-au arătat, provocându-le bizantinilor o înfrângere și silindu-i să se retragă. În continuare, Romuald a reușit să captureze de la bizantini Taranto și Brindisi, reducând mult influența bizantină în sudul Italiei. De asemenea, el a primit sprijin de la Alcek, conducătorul unei hoarde de bulgari, care se afla în sudul Peninsulei Italice. Ca recompensă, Romuald le-a acordat acestora drepturi de pășunare în 667.
Romuald nu a apucat niciodată să moștenească stăpânirea tatălui său din Langobardia Major. La moartea lui Grimoald I, tronul a revenit lui Garibald, iar după numai trei luni Perctarit a revenit la conducerea statului longobard.
Romuald a fost succedat în Benevento de fiul său, Grimoald al II-lea, avut cu Theodrada, fiica ducelui Lupus de Friuli.